# Празиквантел
Празикванте́л (Більтрицид) — синтетичний протигельмінтний препарат, що є похідним хіноліну, для прийому всередину. Прариквантел розроблений у середині 70-х років ХХ століття у співпраці компаній «Merck & Co» і «Bayer».

## Фармакологічні властивості
Празиквантел — синтетичний протигельмінтний препарат, що є похідним хіноліну, широкого спектра дії. Антигельмінтна дія препарату зумовлена порушенням проникності клітинних мембран гельмінтів для іонів кальцію, що приводить до швидкої паралізації паразитів та руйнування їх клітинних оболонок, та пригнічує метаболізм глюкози, що приводить до загибелі паразитів. До празиквантелу чутливі Hymenolepsis nana, ціп'як свинячий, ціп'як бичачий, Opisthorchis viverrini, Clonorchis sinensis, шистозоми, Paragonimus westermanni, Fasciola hepatica, Diphyllobotrium latum. До празиквантелу нечутливі нематоди, у тому числі філярії.

### Фармакодинаміка
Празиквантел добре всмоктується в шлунково-кишковому тракті, біодоступність препарату складає близько 80 %. Максимальна концентрація в крові досягається протягом 1-2 годин. Високі концентрації створює у більшості тканин та рідин організму. Препарат добре проникає через гематоенцефалічний бар'єр. Празиквантел проникає через плацентарний бар'єр та виділяється в грудне молоко. Метаболізується препарат в печінці з утворенням неактивних метаболітів. Виводиться празиквантел з організму з сечею, у незначній кількості з калом. Період напіввиведення препарату складає в середньому 1,5 години; при порушенні функції печінки цей час може збільшуватись.

## Показання до застосування
Празиквантел рекомендовано при шистосомозах, клонорхозі, метагонімозі, фасціольозі, опісторхозі, дифілоботріозі, теніозі, теніаринхозі, гіменолепідозі, цистицеркозі та нейроцистицеркозі.

## Побічна дія
При застосуванні празиквантелу можуть спостерігатись наступні побічні ефекти: дуже часто (більше 10 %) кропив'янка, нудота, блювання, біль e животі, головний біль, запаморочення; часто (1—10 %) діарея (дуже рідко у вигляді кривавого поносу), сонливість, міалгії, гарячка; дуже рідко (менше 0,01 %) ураження серозних оболонок, алергічні реакції, аритмії, свербіж шкіри, судоми, еозинофілія. Подібні симптоми можуть бути спричинені також ендогенною реакцією на масову загибель паразитів.

## Протипоказання
Празиквантел протипоказаний при підвищеній чутливості до препарату, цистицеркозі очей, в І триместрі вагітності. В ІІ та ІІІ триместрі вагітності застосовують з обережністю. Під час лікування празиквантелом рекомендовано припинити годування грудьми. Протипоказано застосування празиквантелу одночасно з рифампіцином.

## Форми випуску
Празиквантел випускається у вигляді таблеток по 0,6 г.

## Застосування у ветеринарії
Празиквантел входить до складу комбінованого препарату «Дронтал плюс» для лікування та профілактики гельмінтозів у собак.